# المجامع المسكونية الأربعة
المجامع المسكونية الأربعة وفق للكنائس الشرقيّة السريانية والأرمنيّة والقبطية
- مجمع نيقية
- مجمع القسطنطينية الأول
- مجمع أفسس.
- مجمع أفسس الثاني.

انعقد مجمع خلقيدونية سنة 451م  يُعتبر من أهمّ المجامع، إذ نجم عن هذا المجمع انشقاقٌ أدّى إلى ابتعاد الكنائس الشرقيّة (: القبطيّة والأرمنيّة والسريانيّة) عن الشركة مع الكنيستين الرومانيّة والبيزنطيّة الذين يرون أن مجمع خلقيدونية المجمع المسكوني الرابع وأحد المجامع المسكونية السبعة.

## قوانين المجامع المسكونية الثلاثة الأولى
- بالحقيقة نؤمن بإله واحد الله الآبٍ ضابط الكل. خالق السماء والأرض. ما يُرى وما لا يُرى. نؤمن بربٍّ واحد يسوع المسيح. ابن الله الوحيد. المولود من الآب قبل كل الدهور. نور من نور. إله حق. من إله حق. مولود غير مخلوق. مساوٍ للآب في الجوهر. الذي به كان كل شيء. الذي من أجلنا نحن البشر ومن أجل خلاصنا نزل من السماء. وتجسد من الروح القدس ومن مريم العذراء تأنس. وصلب عنا على عهد بيلاطس البنطي. وتألم وقبر وقام من بين الأموات في اليوم الثالث كما في الكتب. وصعد إلى السماء. وجلس عن يمين الآب. وأيضاً يأتي بمجده ليدين الأحياء والأموات. الذي ليس لملكه انقضاء. نعم نؤمن بالروح القدس الرب المحيي. المنبثق من الآب. نسجد له ونمجدة مع الآب والابن. الناطق بالأنبياء. وبكنيسة واحدة مقدسة جامعة رسولية. ونعترف بمعمودية واحدة لمغفرة الخطايا. وننتظر قيامة الأموات وحياة الدهر الآتي آمين.